# Amar Ebed Ebed
Amar Ebed Ebed (* 1. Januar 2002) ist ein katarischer Sprinter und Hürdenläufer, der sich auf die 400-Meter-Distanz spezialisiert hat.

## Sportliche Laufbahn
Erste Erfahrungen bei internationalen Meisterschaften sammelte Amar Ebed Ebed im Jahr 2019, als er bei den Asienmeisterschaften in Doha mit 55,08 s in der Vorrunde im 400-Meter-Hürdenlauf ausschied. 2021 belegte er bei den Arabischen Meisterschaften in Radès in 50,75 s den vierten Platz über 400 m Hürden und wurde anschließend bei den U20-Weltmeisterschaften in Nairobi im Hürdenlauf sowie mit der katarischen 4-mal-400-Meter-Staffel im Vorlauf disqualifiziert. 2023 verhalf er der Staffel bei den Asienspielen zum Finaleinzug und trug so zum Gewinn der Silbermedaille bei.

## Persönliche Bestzeiten
- 400 Meter: 47,78 s, 27. Februar 2021 in Pretoria
- 400 m Hürden: 50,75 s, 20. Juni 2021 in Radès